# 25 Park Row
25 Park Row ist ein 214 Meter hoher Wolkenkratzer in Manhattan in New York City. Das Gebäude wurde im Baustil Neo-Art déco erbaut und ist nach seiner Adresse in der Park Row in Lower Manhattan benannt.

## Beschreibung
Der Wolkenkratzer 25 Park Row liegt im Verwaltungs- und Regierungsviertel Civic Center an der Grenze zum Financial District in Downtown Manhattan direkt gegenüber dem „City Hall Park“ mit der New Yorker City Hall (Rathaus). Das 119 m hohe Nachbargebäude Park Row Building war einst von 1899 bis 1908 das höchste Gebäude der Stadt. In unmittelbarer Umgebung befinden sich die Brooklyn Bridge, das Municipal Building, das Woolworth Building und der Broadway. Bis zum World Trade Center sind es nur wenige Hundert Meter.
Viele Nachbargebäude sind historische unter Denkmalschutz stehende Bauwerke, sodass 25 Park Row in Anlehnung an den Baustil Art déco unter Verwendung von Marmorplatten und Bronze errichtet wurde. Der Wolkenkratzer hat als Referenz zum gegenüberliegenden Woolworth Building (241 Meter) eine ähnliche Baustruktur und eine markante Dachkrone erhalten. Der 214 m (702 Fuß) hohe und 50-stöckige Wohnturm besitzt 110 luxuriös ausgestattete Eigentumswohnungen, die alle einen Blick auf den City Hall Park sowie weit über Downtown bieten, sowie auf vier Etagen 5600 m² Gewerbefläche. 25 Park Row bietet seinen Bewohnern in der fünften Etage auf 1800 m² einen Innenpool, Fitnesscenter mit Spa- und Yogabereich und den „Park Row Club“ mit Bibliothek, Kaminzimmer, private Esszimmer, Billard, Terrasse und anderes.
Baubeginn von 25 Park Row war im Jahr 2017. Die Eröffnung des Wolkenkratzers fand im Frühjahr 2020 statt.

## Ansichten

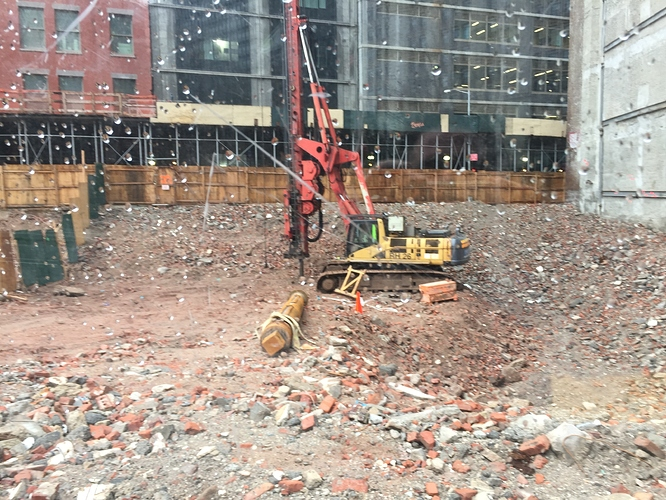
Baubeginn Januar 2017
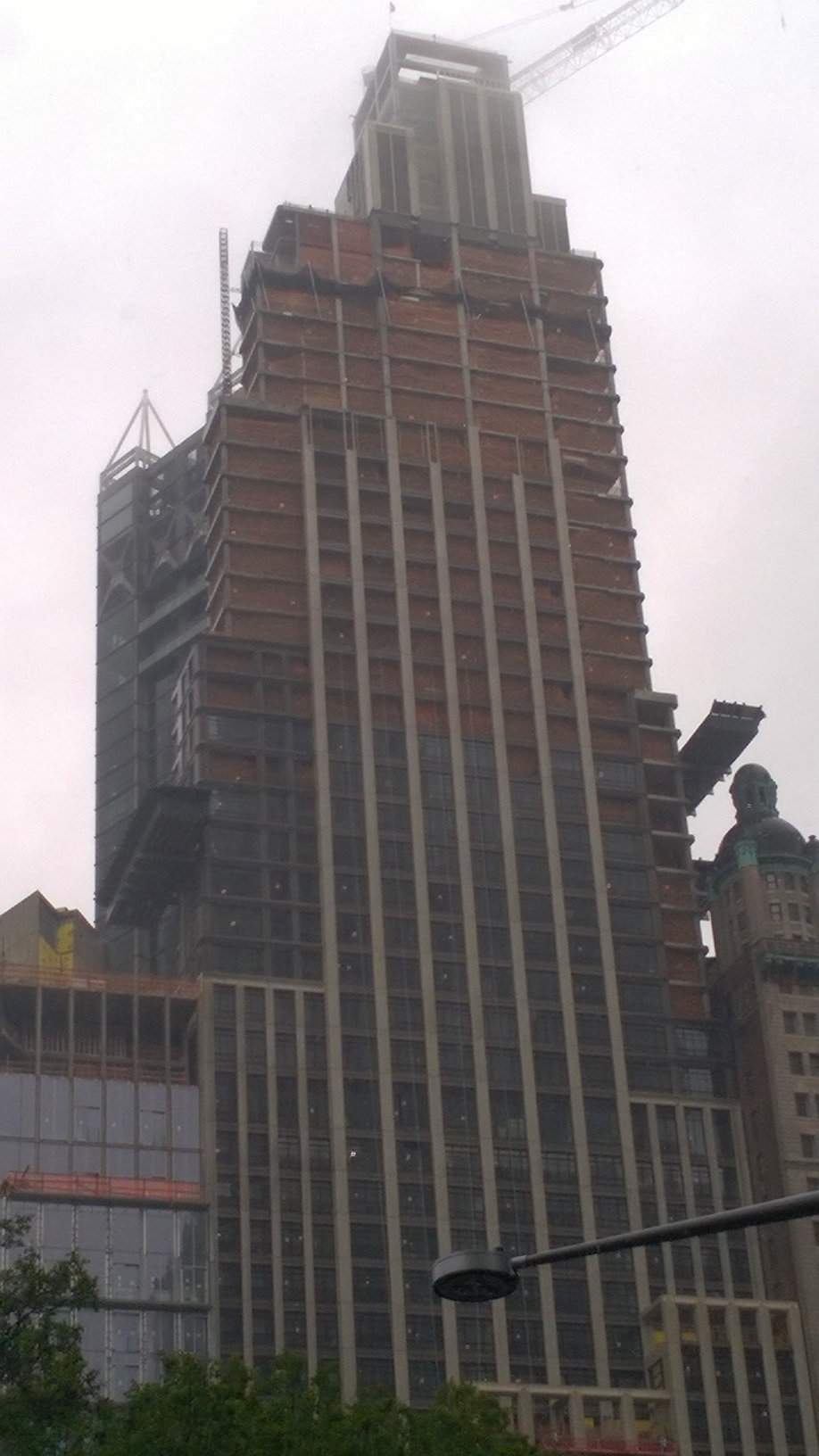
Baufortschritt im Juni 2019
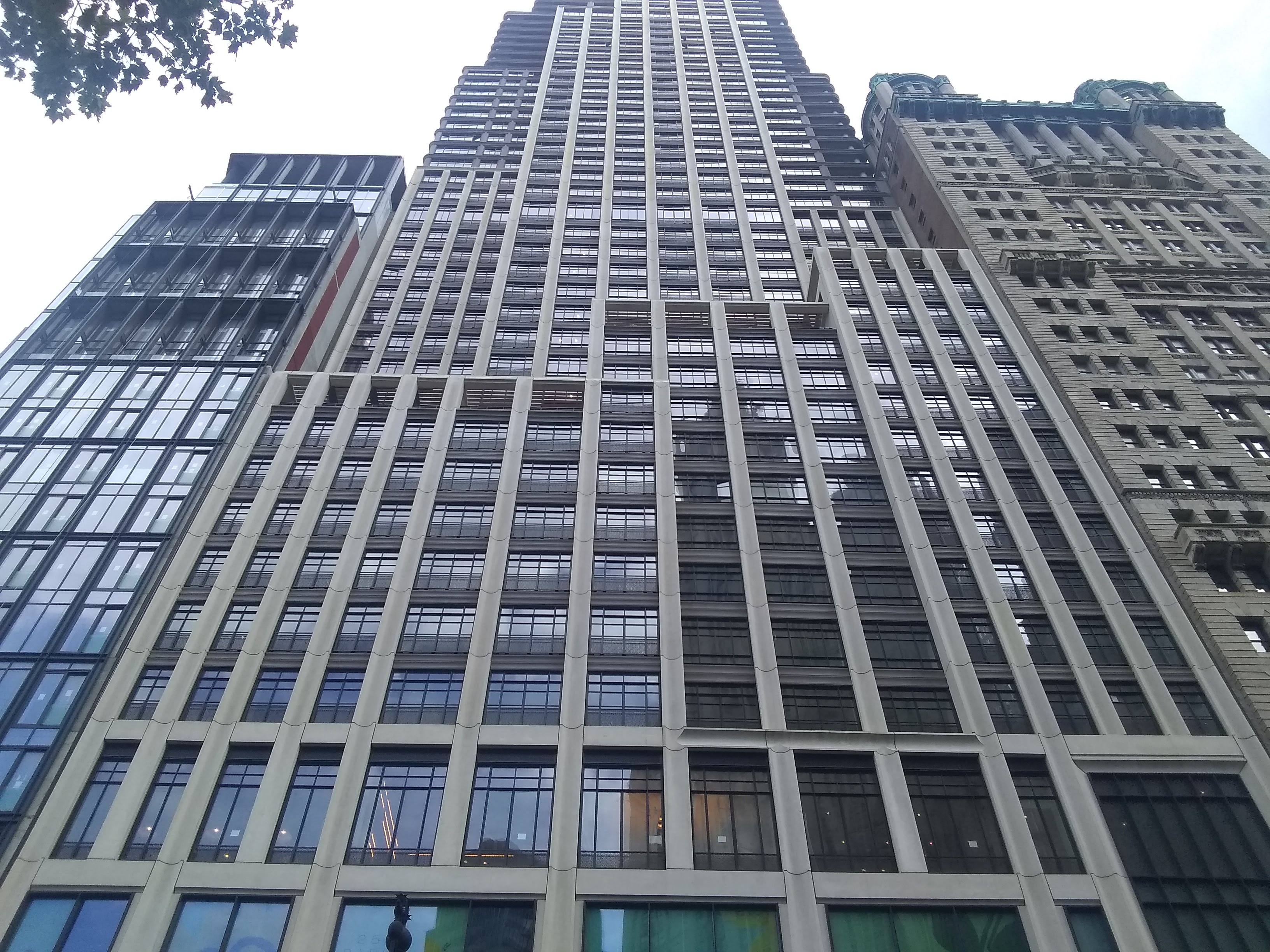
Im August 2020
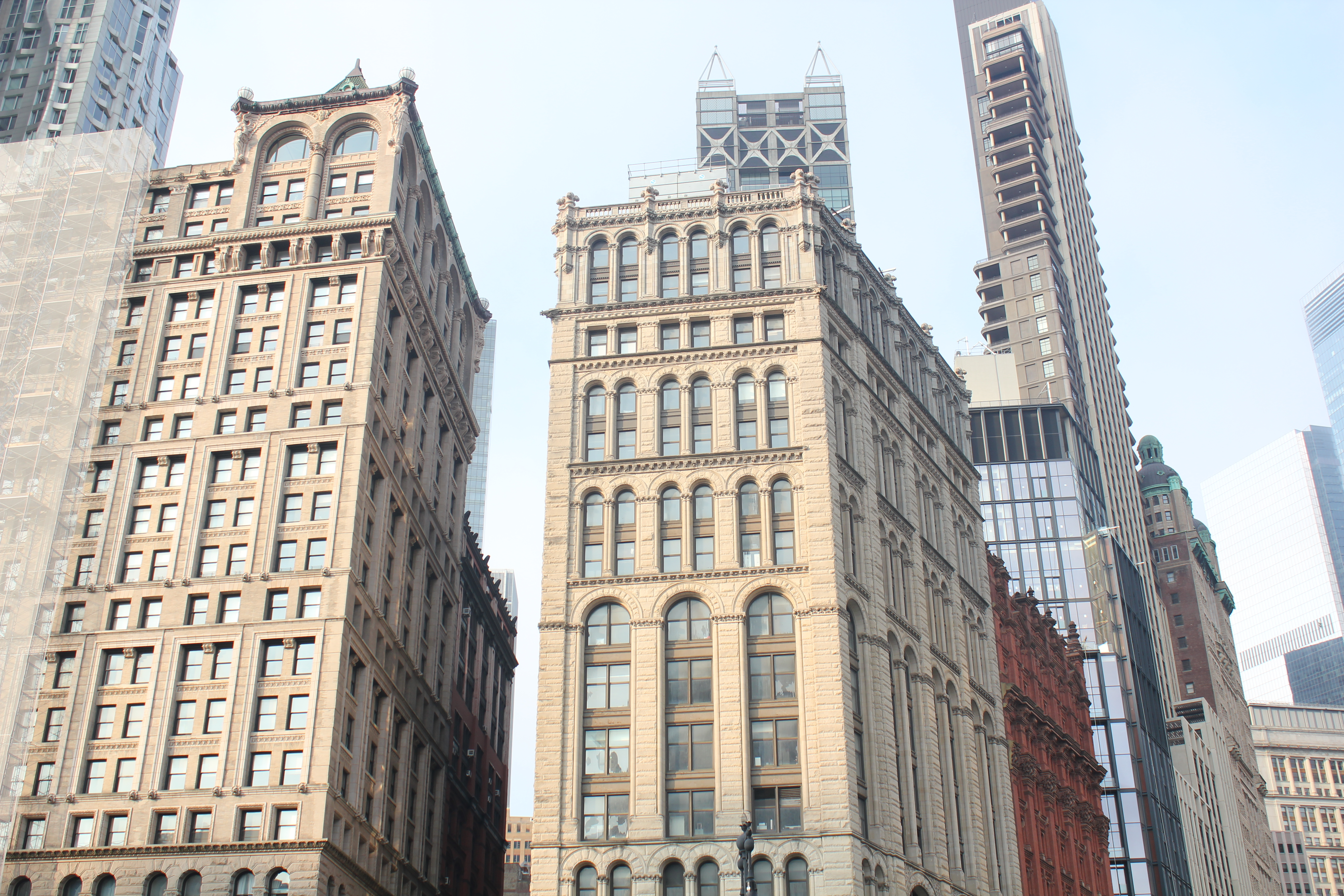
Rechts mit 41 Park Row im Vordergrund, 2021
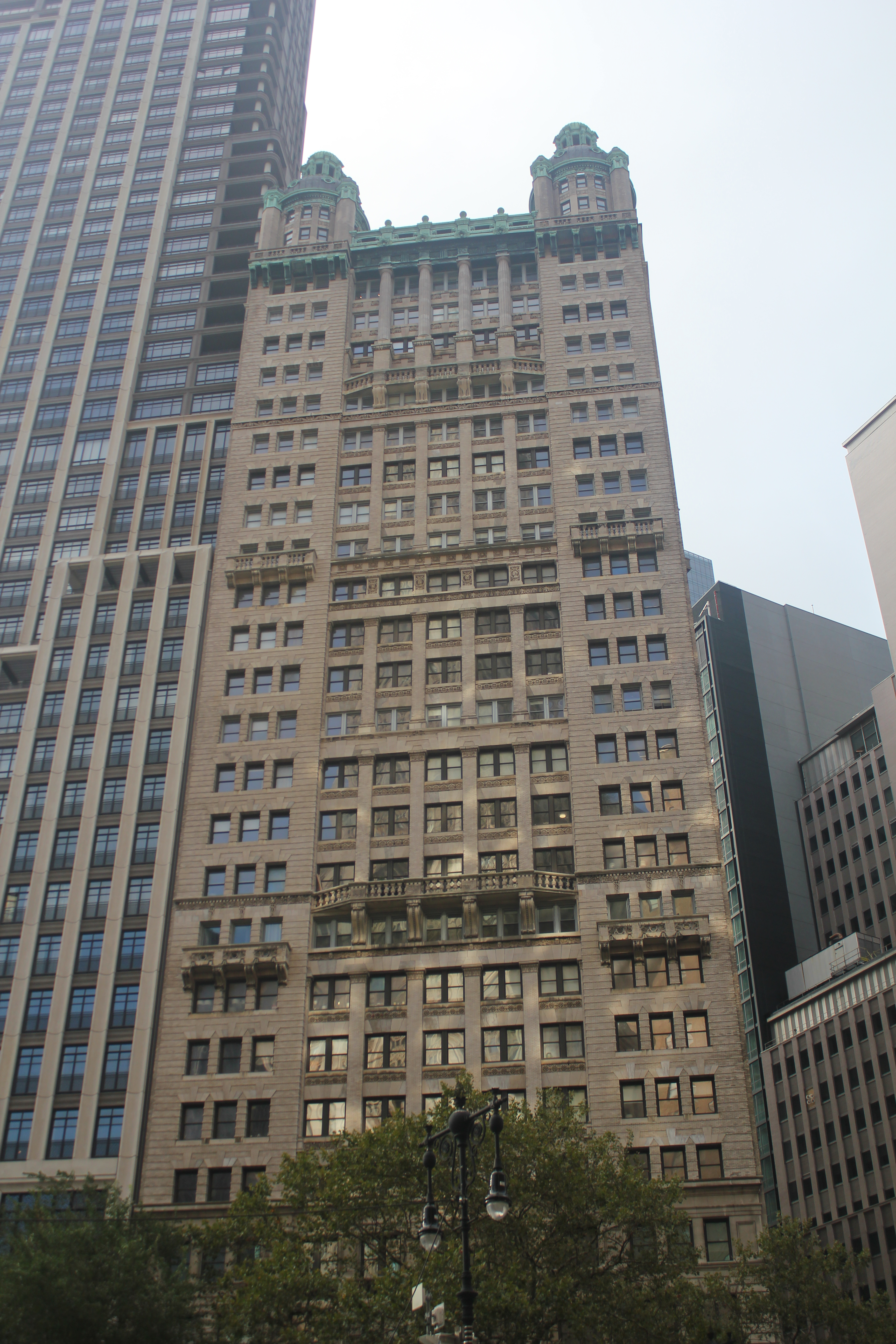
25 Park Row (links) und Park Row Building